# Germanofília
La germanofilia és la simpatia o admiració per la cultura alemanya. La postura oposada és la germanofòbia. No ha de confondre's amb el pangermanisme, un moviment polític-ideològic que pretén la unificació o expansió d'Alemanya, segons la conjuntura històrica.
El terme es va usar especialment en els segles XIX i xx després de la unificació d'Alemanya i l'auge de l'Imperi alemany. El terme s'usa no només políticament sinó també culturalment; per exemple, Slavoj Žižek es refereix a la tríada geogràfica d'Europa composta per Anglaterra (pragmatisme utilitari), França (precipitació revolucionària) i Alemanya (rigor reflexiu). En el romanticisme britànic del segle xix, l'antònim del terme és escandofília, que expressava una dicotomia d'associar-se amb la cultura anglosaxona tant amb la cultura germànica occidental continental, o amb la cultura germànica septentrional (escandinava) (el "revival viking"). El terme també es va usar en oposició a hel·lenofília, una afinitat amb el "teutónic" o cultura i punt de vista germànica en oposició a una predilecció per l'Antiguitat Clàssica.
En l'Europa continental, a partir de finals del segle xix (fonamentalment a partir de la guerra francoprussiana de 1870), la dicotomia es produïa més aviat entre Alemanya i França. Enfront dels francòfils, els germanòfils triarien alinear-se amb Alemanya contra una França vista despectivament com a xovinista. El terme paral·lel referent a Anglaterra és anglofília. Per exemple, en l'Espanya neutral durant la Primera Guerra Mundial, existia un corrent d'opinió germanòfila oposada a l'aliadòfila (al seu torn dividida entre francòfils i anglòfils).
Henry Louis Mencken és un escriptor germanòfil nord-americà del segle xx.
El terme germanofília també va ser usat (en contextos educatius) per referir-se al sistema educatiu alemany dels segles XIX i XX, basat en el gran prestigi internacional dels intel·lectuals alemanys des de l'època de Alexander von Humboldt (vegeu Universitat Humboldt de Berlín), que va servir de model per a moltes universitats d'elit de la resta del món, des d'Oslo fins a Harvard.